# Akarova
Marguerite Acarin, dite Akarova, est une danseuse, chorégraphe, sculptrice et artiste peintre belge née à Saint-Josse-ten-Noode (Bruxelles) le 30 mars 1904 et décédée à Ixelles le 24 juin 1999 .

## Biographie
Marguerite Acarin est née à Saint-Josse-ten-Noode le 30 mars 1904 dans un milieu artistique. Sa mère pratique la peinture et le dessin.
Dès l'âge de treize ans, elle suit des cours de solfège, de déclamation et de chant au conservatoire de Bruxelles ainsi que de piano. Elle suit des cours de danse à l'école de Marthe Roggen, puis à l'Institut Jaques-Dalcroze de Bruxelles. Elle entre ensuite au corps de ballet de l'Opéra d'Anvers, mais le quitte bientôt pour raisons d'incompatibilité avec la maîtresse de ballet Sonia Korty.
En 1922, elle assiste aux conférences du danseur Raymond Duncan, frère de la célèbre danseuse américaine Isadora Duncan. Elle a d'ailleurs souvent été qualifiée d'«Isadora Duncan belge». Elle y fait la connaissance du peintre, créateur de meubles et critique d'art Marcel-Louis Baugniet, pour lequel elle pose et qu'elle épouse le 31 octobre 1923. Il lui invente le nom de scène d'Akarova. Elle entre ainsi dans les cercles de la revue d'avant-garde 7 Arts.
En 1928, elle se sépare de Marcel-Louis Baugniet mais continue cependant à travailler sporadiquement avec lui sur les décors et costumes de ses spectacles. Marcel-Louis Baugniet, décédé en 1996, reste son voisin, il habite au Jardin du Ro[réf. nécessaire]i.
Le 6 avril 1935, elle épouse en secondes noces Louis Lievens, expert en écriture et mécène avec lequel elle vivait depuis quatre ans. Ce mariage se terminera aussi par une séparation en 1939[réf. nécessaire].
Akarova décède le 24 juin 1999 dans son studio aménagé au-dessus de son ancienne salle de spectacle de l'avenue de l'Hippodrome à l'âge de 95 ans et est inhumée au cimetière d'Ixelles.
Une rue d'Ixelles porte son nom.

### Liens familiaux
Sa sœur aînée, Germaine Acarin (1898-1969), est également artiste peintre.

## La danse

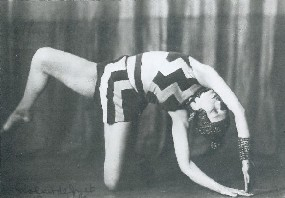
Akarova.
Photo extraite du livre Akarova, Bruxelles 1988.

En 1926, Akarova arrête de pratiquer le chant afin de se consacrer pleinement à la danse qu’elle sortira des ornières du ballet classique. Figure de proue du modernisme de l'entre-deux-guerres, elle compose de nombreuses œuvres chorégraphiques dans la mouvance des Ballets russes, qu'elle danse sur les musiques de ses contemporains, entre autres Claude Debussy, Paul Dukas, Maurice Ravel, Darius Milhaud et Igor Stravinsky. Sa danse se veut tantôt vigoureuse, tantôt hiératique, où les décors et les costumes, dont ses costumes constructivistes — qu'elle réalise elle-même — utilisent des lignes brisées ou ondulées, des motifs asymétriques, des polychromies discordantes. Elle compose une cinquantaine de pièces chorégraphiques, pour la plupart des solos qu’elle interprète elle-même. Préférant Bruxelles à une carrière internationale, Akarova donne de nombreux récitals de chant et de danse dans différents théâtres ou dans des demeures privées comme  les jardins de Van Buuren, le Palais des Beaux-Arts et le Palais Royal de Laeken. Akarova installe en 1934 un studio réservé à ses élèves au 45 rue Jean d'Ardenne à Ixelles. Elle y donna également des représentations[réf. nécessaire].
En 1931, elle est invitée par Herman Teirlinck à se produire à l'Institut supérieur des arts décoratifs dans le théâtre aménagé par Henry van de Velde.
Dans son souci de contrôler totalement ses scénographies, Akarova demande à l'architecte Jean-Jules Eggericx de construire pour elle une salle de spectacle au sous-sol de sa maison, 72 de l'avenue de l'Hippodrome à Ixelles,,, inaugurée le 30 janvier 1937, et où se déroula la partie la plus importante de sa carrière. La salle ferme ses portes en 1957 . La salle, de style Art déco, est aujourd'hui sauvegardée. Pour l'inauguration, le 30 janvier 1937, Akarova danse Les Biches de Poulenc, Le Boléro de Ravel et cinq danses du Sacre du printemps de Stravinsky. De son vaste répertoire, on retiendra encore son interprétation de L'Histoire du soldat de Stravinsky, du Prélude à l'après-midi d'un faune de Claude Debussy ou encore de L'Amour sorcier de Manuel de Falla. L'Orestie de Darius Milhaud et la chorégraphie de la Tragédie de Salomé de Florent Schmitt seront présentées en 1931 à l'Institut supérieur des arts décoratifs, La Cambre.
En 1994, la Biennale Charleroi-Danses présente Langage secret, un spectacle réalisé et dansé par Michèle Noiret. Akarova, depuis les coulisses lit un de ses textes, et accompagne aux percussions.
Akarova a fait don de ses costumes et décors de scène au Musée des Archives d'architecture moderne, marquant par là sa volonté d'inscrire son œuvre dans le contexte plus large de l'architecture, entendue comme une synthèse des arts.

## La peinture et la sculpture

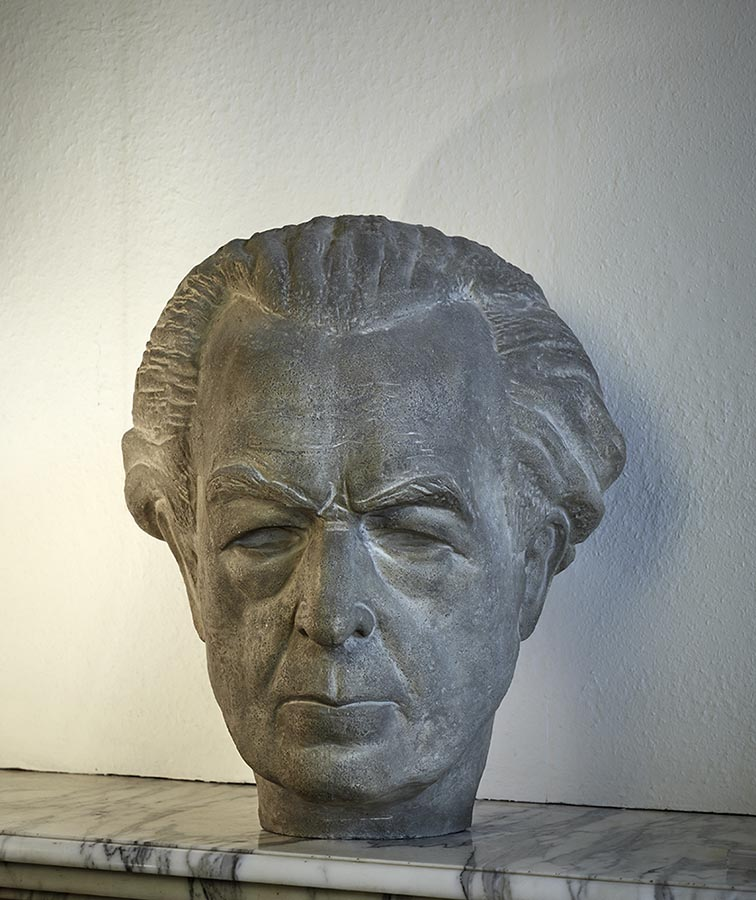
Tête de Louis Lievens par Akarova

Une de ses premières sculptures, en 1938, est le buste de son second époux, Louis Lievens. En 1943, elle sculpte Le Faune pour le Prélude à l'après-midi d'un faune de Claude Debussy. Après la fermeture de sa salle, en 1957, Akarova se consacre essentiellement à la peinture et à la sculpture. Elle peint principalement des sujets religieux, des portraits et autoportraits, des compositions abstraites ainsi que des projets de costumes et de décors de théâtre.
Au début de sa carrière de peintre, elle peint principalement des églomisés, avant d'abandonner ce support par crainte de bris lors d'expositions. Son style est caractérisé par une juxtaposition d'images parfois mêlées de motifs abstraits et d'un emploi quasi tachiste de la couleur[réf. nécessaire].

Les amis peintres qu'elle fréquente sont Jean-Jacques Gailliard et surtout Anto Carte et Floris Jespers qui tous deux dessineront des costumes pour la danseuse. L'influence de ces peintres est perceptible dans l'œuvre d'Akarova.
Son premier époux, le peintre, designer Marcel-Louis Baugniet (1890-1995) l'épaula également dans la réalisation de costumes de scène.
Akarova sculpte des portraits et réalise les bustes de nombreux artistes et amis, comme Maurice Carême, Charles Bertin, André Baillon ou Géo Libbrecht. Elle conçoit aussi des œuvres monumentales, entre autres pour les villes de Bruxelles, Mons ou Tirlemont. Son style est puissant et quelque peu stylisé. Elle correspond avec le sculpteur Maurice Xhrouet et expose aux onze éditions biennales de la Sculpture de plein air de Belgique, à la Maison d'Érasme d'Anderlecht.
Onze bustes et deux masques-sculptures, ainsi que cinq caisses de manuscrits et livres faisant partie de ses archives privées ont été donnés par sa famille aux Archives et Musée de la littérature le 3 juin 2025.
Akarova est membre de la Fédération féminine artistique belge.

## Œuvres
- Akarova a réalisé des sculptures monumentales pour les villes de :
  - Bruxelles : tête d'André Baillon (1953, granit, h.60 cm), Ministère de la Culture
  - Saint-Gilles : tête de Charles Plisnier, Parc Pierre Paulus
  - Woluwe-Saint-Pierre : L'Homme aux mains trouées, groupe de cinq statues en pierre bleue disposées en demi-cercle, dans un jardinet privé, 194 avenue de Tervueren[15]
  - Woluwe-Saint-Pierre : tête d'August Vermeylen (1957), avenue des Frères Legrain
  - Woluwe-Saint-Pierre : tête de Charles Plisnier (1957), à l'intersection des avenues des Géraniums et des Camélias
  - Mons : tête de Charles Plisnier, parc du Beffroi
  - Tirlemont
- Le Musée d'Ixelles, la commune de Schaerbeek[16], les Musées royaux des Beaux-arts de Belgique[17] possèdent des œuvres d'Akarova.

## Expositions
- 1988 : Archives d'architecture moderne à Bruxelles : Exposition sur les activités de danseuse d'Akarova
- 1992 : Hôtel communal de Schaerbeek : Akarova : Abstraction 1937-1950
(exposition consacrée également à sa sœur : Germaine Robert-Acarin : Paysages 1940-1957)
- 2014 : Les Brigittines - Centre d'Art contemporain du Mouvement de la Ville de Bruxelles (Exposition accessible avant et après les spectacles de danse programmés en son honneur)
- 2018 : Voici des fleurs, exposition collective  basée sur l'héritage d'Akarova, La Loge, Bruxelles[18]
- 2022 : Marguerite Akarova, "sans étoile où va ton cœur", Centre culturel Bruegel, Bruxelles[19]

## Prix et honneurs
- Prix de l’œuvre nationale des Beaux Arts, en 1989
- Une place porte son nom à Bruxelles, dans le quartier des Brigittines[8]
- À Ixelles (Bruxelles) une nouvelle rue porte son nom depuis décembre 2011
- À Ixelles (Bruxelles) une école de devoirs porte son nom

## Films documentaires
- Une journée avec Madame Akarova, de Jurgen Persijn and Ana Torfs, 1989[20]
- En 1990, Michel Jakar et Thierry Génicot lui consacrent un film, J'aurais aimé vous voir danser, Madame Akarova, dans lequel elle explique sa gestuelle et la confronte à celle de jeunes chorégraphes belges. Les participants conviés sont Michèle Noiret, Marc Vanrunxt, Patricia Kuypers, Nicole Mossoux, Michèle Anne De Mey, Marie Chouinard et Karine Saporta.
- En 1991, Jurgen Persijn et Ana Torfs réalisent Akarova / Baugniet, l'entre-deux-guerres, un documentaire de 50 minutes en couleur[5].